# Bart Van den Bossche (zanger)
Bart Erna Paul Van den Bossche (Oostende, 17 april 1964 – Lint, 6 januari 2013) was een Belgische zanger en presentator.

## Biografie
Hij werd in Oostende geboren, maar groeide op in Kortrijk. Het lied De stad van mijn jeugd is aan deze stad gewijd. Toen hij op de middelbare school zat, begon hij gitaar te spelen en te zingen. Na deze schoolperiode studeerde hij aan het Brusselse conservatorium. In 1988 studeerde hij af aan de kleinkunstafdeling van Studio Herman Teirlinck. Zijn muziekstijl werd sterk beïnvloed door de muziek van Johan Verminnen en Raymond van het Groenewoud.
Zijn eerste plaat werd in mei 1986 uitgebracht. In 1986 werd zijn eerste single Overstuur een radiohit. En het bezorgde Bart een uitnodiging om deel te nemen aan de ‘Baccarabeker’ in Middelkerke. Daarna volgde Eurosong '89, een BRT-wedstrijd die hem met De kracht van een lied een nieuwe radiohit bezorgde. Twee jaar later wordt ‘Ga met me mee’ de zomerhit van het jaar. In 1992 wordt De heuveltjes van Erika een grote hit, terwijl de cd Bouillon de charme begin ‘93 met meer dan 15.000 exemplaren een gouden plaat is geworden. Later volgden nog andere cd's waaronder Wakker (1993), Kermis in de Hel (1997), Het houdt nooit op (1998) en De Zotte Avond (2001).
Hij presenteerde lange tijd het programma Videodinges op VTM. Later komt daar nog presentaties bij van o.m. ‘Vlaanderen Boven’, ‘Kok en Co’, ‘De Dag van 100.000’ en Haha Reclame. In 2002 schrijft en presenteert Bart het programma Glimmer en Glatter, en in 2003 volgt Bart de Rijcke, het komische jaaroverzicht van VTM op kerstavond en oudejaarsavond. Van 2005 tot 2009 presenteerde hij het VTM-programma Puzzeltijd, afwisselend met Stéphanie Meire en Amaryllis Temmerman. Hierna is hij belspelen gaan presenteren op 2BE en VTM in het programma Quiz Live. Na de Basta-actie op 17 januari 2011, waarin het bedrog van deze belspelen werd vastgesteld door infiltrant Maxime De Winne, besliste de Vmma geen belspellen meer uit te zenden. Deze beslissing viel bij Van den Bossche niet in goede aarde.
Hierna nam hij deel aan het VTM-programma MasterChef. Hier nam hij het op tegen andere bekende Vlamingen in een kookwedstrijd. Uiteindelijk won hij de finale en mocht hij zichzelf 'Masterchef 2011' noemen.
Van den Bossche werkte een tijd voor de radio. Voor Radio 1 werkte hij mee aan de programma's Het Vermoeden en Het Vrije Westen, waarvoor hij reportages maakte en interviews afnam. Voor Radio 2 was hij tekstschrijver en uitvoerder voor de ochtendploeg en hij presenteerde er drie zomers het programma Het leven is mooi. Op Radio Mango presenteerde hij later op zondag een programma over Nederlandstalige muziek.
Op 6 januari 2013 overleed hij thuis in zijn woonplaats Lint aan een aortaruptuur. Hij werd gecremeerd op 11 januari, zijn urn staat in Wilrijk. Van den Bossche werd 48 jaar.
In 2021 werd hem bij de 16e editie van de Golden Liftime Awards (de waarderingsprijs van artiesten van bij ons) de Posthume Award toegekend. Op 14 april 2023 werd de verzamel-cd en -lp  "Liedjes Blijven - Glorie aan Bart" uitgebracht. Zoon Arno Glorie maakte het nummer waar zijn vader mee begonnen was, "Breek je hoofd niet meer", af.

## Discografie[5]

### Albums
| Album met hitnotering(en) in de Vlaamse Ultratop 200 albums | Datum van verschijnen | Datum van binnenkomst | Hoogste positie | Aantal weken | Opmerkingen |
| ----------------------------------------------------------- | --------------------- | --------------------- | --------------- | ------------ | ----------- |
| Bouillon de charme                                          | 1992                  | -                     |                 |              |             |
| Wakker!                                                     | 1993                  | -                     |                 |              |             |
| Kermis in de hel                                            | 1996                  | -                     |                 |              |             |
| Het houdt nooit op                                          | 1998                  | -                     |                 |              |             |
| De zotte avond                                              | 2002                  | -                     |                 |              |             |
| Alle 40 goed                                                | 2013                  | -                     |                 |              | [ 6 ]       |

### Singles
| Single met hitnotering(en) in de Vlaamse Ultratop 50 | Datum van verschijnen | Datum van binnenkomst | Hoogste positie | Aantal weken | Opmerkingen     |
| ---------------------------------------------------- | --------------------- | --------------------- | --------------- | ------------ | --------------- |
| Ga met me mee                                        | 1991                  | 07-09-1991            | 19              | 9            |                 |
| Ik blijf bij jou                                     | 1992                  | 15-02-1992            | 34              | 3            |                 |
| De heuveltjes van Erika                              | 1992                  | 04-07-1992            | 17              | 13           |                 |
| Boem!                                                | 1993                  | 05-06-1993            | 39              | 4            |                 |
| Als het maar lekker is                               | 2012                  | 03-03-2012            | tip70           | -            |                 |
| De heuveltjes van Erika                              | 2012                  | 22-09-2012            | tip15           |              | met The Sunsets |

## Trivia
- De single Boem! uit 1993 is een vertaling van Boum! van Charles Trenet.
- De single Ga met me mee uit 1991 werd gecoverd door Jop uit het tv-programma De Bus met als titel Jij bent de zon.

- Bibsys: 5018884
- Bibliothèque nationale de France: cb13484060r (data)
- CiNii: DA10712904
- Gemeinsame Normdatei: 133013251
- International Standard Name Identifier: 0000 0000 7981 9684
- Library of Congress Control Number: nr96000013
- MusicBrainz: da8daaa2-f06c-455a-873f-b8b9fe88f9cc
- Nationale Bibliotheek van Tsjechië: xx0201692
- Nederlandse Thesaurus van Auteursnamen: 166573639
- LIBRIS: 373405
- Système universitaire de documentation: 035544333
- Virtual International Authority File: 5083414
- WorldCat: E39PCjCDbcjCmbXBXCyQ7mQqpP